# Hans-Georg Brinkrolf
Hans-Georg „Katsche“ Brinkrolf (* 25. Februar 1956; † 15. Januar 2024) war ein deutscher Fußballspieler.

## Werdegang
Der Abwehrspieler Hans-Georg Brinkrolf begann seine Karriere bei Westfalia Neuenkirchen und wechselte später zur DJK Gütersloh, mit der er sich im Jahre 1974 für die neu geschaffene 2. Bundesliga qualifizierte. Er gab sein Zweitligadebüt am 21. August 1974 bei der 1:2-Niederlage der Gütersloher beim TSR Olympia Wilhelmshaven. 1976 stieg er mit den Güterslohern wieder ab und schaffte zwei Jahre später mit seiner Mannschaft die Qualifikation für die neu geschaffene Oberliga Westfalen. Brinkrolf wechselte allerdings zum Zweitligisten VfL Osnabrück, wo er allerdings nur selten zum Einsatz kam. Im Sommer 1980 verließ er Osnabrück in Richtung FC Gütersloh, wo er in den Spielzeiten 1980/81 und 1986/87 unter Vertrag stand. Insgesamt absolvierte Brinkrolf 79 Zweitligaspiele, davon 58 für Gütersloh und 21 für Osnabrück. 11 Spiele absolvierte er im DFB-Pokel. Er erhielt in seiner gesamten Laufbahn vier gelbe Karten. Tore erzielte er keine. In der Saison 1989/90 spielte Brinkrolf für die Spvg Steinhagen. Von 1990 bis 1992 war er Spielertrainer beim SV Grün-Weiß Langenberg.
Brinkrolf starb am 15. Januar 2024 nach langer schwerer Krankheit im Alter von 67 Jahren.